# Jordi Solé Tura

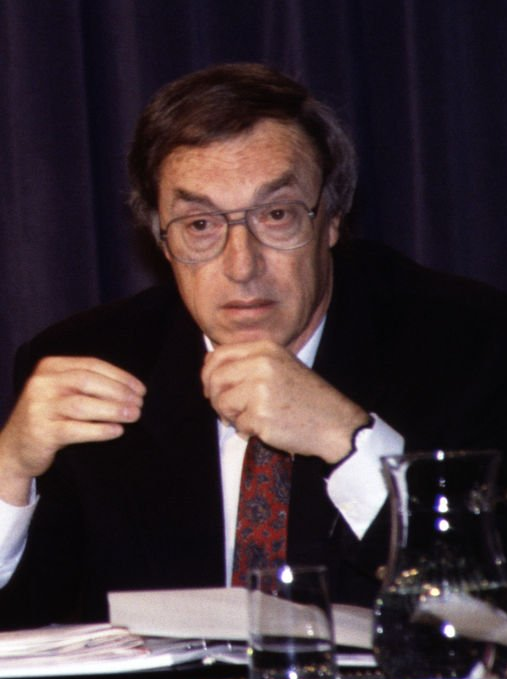
Jordi Solé Tura (1991)

Jordi Solé Tura (* 23. Mai 1930 in Mollet del Vallès, Katalonien; † 4. Dezember 2009 in Barcelona) war ein spanischer Politiker.

## Biografie
Der Sohn eines Bäckers studierte nach dem Schulbesuch Rechtswissenschaften und war später als Professor für politische Rechte tätig. Als überzeugter Anhänger der Kommunistischen Partei Spaniens (PCE) sowie der Vereinigten Sozialistischen Partei Kataloniens (PSUC) befand er sich zeitweilig in Haft. Außerdem war er Direktor von Radio España Independiente, einem von der PCE 1941 gegründeten Clandestine-Radio-Sender, sowie Gründer von Bandera Roja (Rote Flagge). Zeitweise lebte er im Exil.
Als anerkannter Verfassungsrechtler war er neben Miquel Roca i Junyent und Gregorio Peces-Barba maßgeblich an der Verfassung des Königreichs Spanien vom 29. Dezember 1978 und spielte somit eine führende Rolle in der sogenannten Transition in Spanien, dem Übergang des Regimes von Francisco Franco zur Demokratie. In der Gruppe der Autoren der Verfassung vertrat er die Interessen der PCE und der PSUC.
Von 1991 bis 1993 war er als Nachfolger von Jorge Semprún Kulturminister in der Regierung von Ministerpräsident Felipe González.
Nachdem bei ihm 2004 die Alzheimer-Krankheit diagnostiziert worden war, zog er sich zunehmend aus dem öffentlichen Leben zurück.
Nach seinem Tode wurde er von vielen führenden Politikern wie Ministerpräsident José Luis Rodríguez Zapatero, dem Präsidenten des Abgeordnetenhauses der Cortes Generales, José Bono Martínez, und Isidre Molas, Präsident der Partit dels Socialistes de Catalunya (PSC) gewürdigt. Der Präsident der Regierung Kataloniens (Generalitat de Catalunya), José Montilla, kündigte an Jordi Solé posthum mit der Goldmedaille der Autonomen Region auszuzeichnen. Solé war nach Gabriel Cisneros von der Unión de Centro Democrático (UCD) der zweite „Vater der Verfassung“ von 1978, der mittlerweile verstorben ist.